# 太巻き祭り寿司

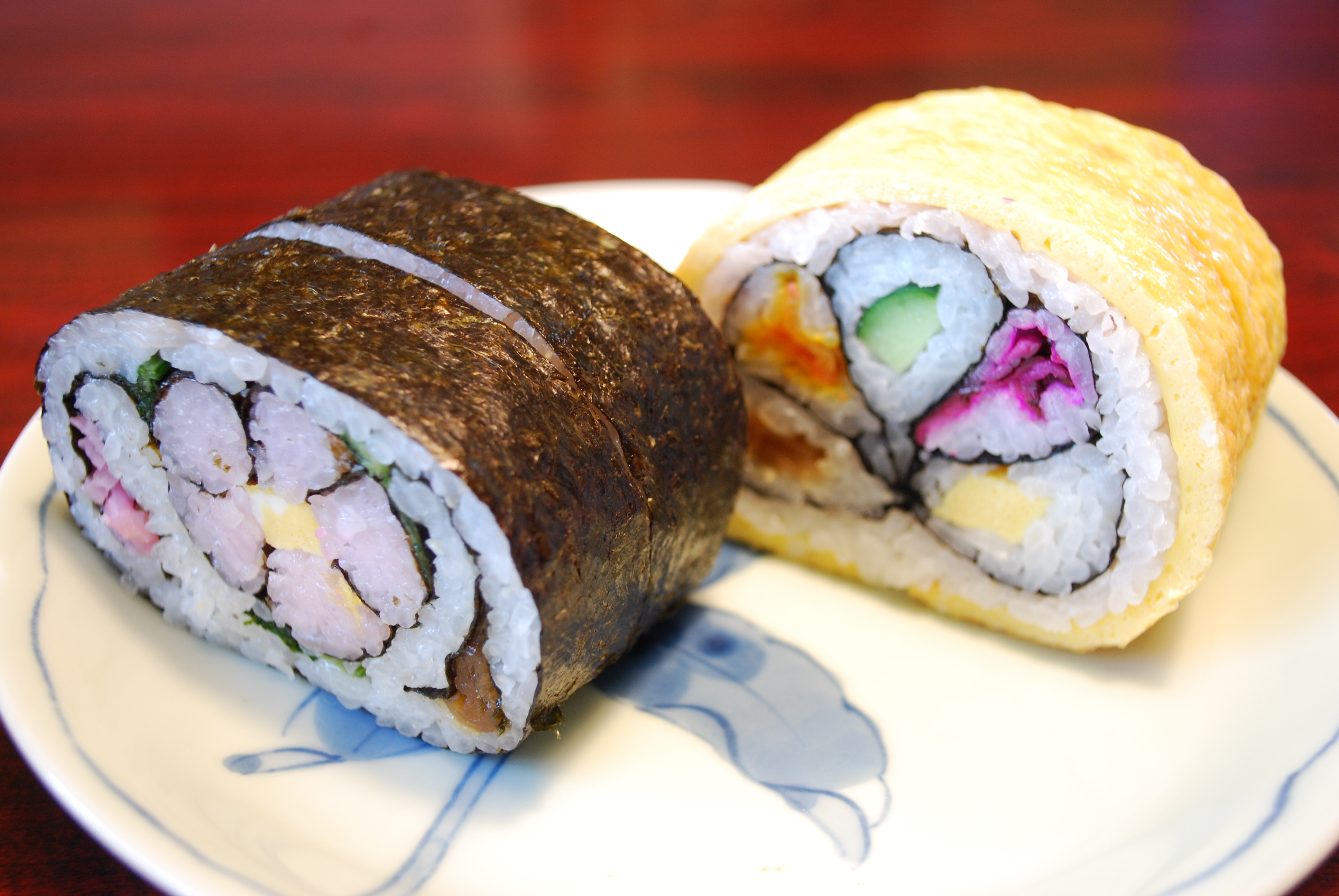
太巻き祭り寿司の例

太巻き祭り寿司（ふとまきまつりずし）は、千葉県の郷土料理。千葉の郷土料理を最も代表する料理である。
巻き寿司の一種であり、断面が凝った絵柄になるのが特徴である。
太巻き寿司、房総巻き、房総太巻き寿司、絵巻き寿司など様々に呼ばれる。

## 概要
千葉県を代表する食べ物の1つであり、2007年には農林水産省が主催した「ふるさとおにぎり百選」、「農山漁村の郷土料理百選」に千葉県代表として認定されている。
千葉県全域で食されているが、特に市原市から茂原市、勝浦市と木更津市、および、千葉市、東金市、成東地域（現・山武市）が盛んで、千葉県の北部と南部はそれほど盛んではない。
切り口が金太郎飴のように華やかで楽しめるようになっており、切り口に絵柄や文字が出るようにするため、直径10センチメートルの太さになるものも存在する。絵柄は、椿、あやめ、チューリップなどが定番だが、パンダやアンパンマンなどのキャラクター、飛行機や新幹線など、こどもが喜ぶものならどのようなものでも考え出す人はいる。楽しいものにしようとすればその分手間がかかり、コスト高になるため売り物には向かないが、商業主義全盛の昨今その良さが見直されており、作ることを楽しむ料理でもある。

## 歴史
千葉県の各地域では、古くから冠婚葬祭を含む日常の家庭行事の際に「御馳走」として海苔や卵焼きで巻いた太巻き寿司を作り、客人や家人が食べると共に、客人の土産としていた。この太巻きは直径が小さいもので5センチメートル、玉子焼きで巻いたものは7センチメートルから8センチメートルほどあり、重量も1本で450グラムから大きいものは600グラム以上になり、土産として2、3本を重箱に入れて持ち帰る際には、重くて手ごたえのある代物であった。この他にも、イワシを追いかけて来た紀州の漁師の弁当のめはりずしをそのルーツとする説もある。
1978年に千葉県農業改良課が企画編集した『房総のふるさと料理』には、昔、葬儀の際にはおむすびを振る舞っていたが、それだけでは物足りないということで、1800年頃からずいきを甘辛く煮たものを芯にするようになり、これが巻き寿司の始まりとされる旨が記載されている。かんぴょうがいつ頃から使用されるようになったのかは不明だが、1900年頃にはかんぴょうを赤く染めたものが使用されるようになると共に、祝儀の際や祭りの際にも太巻き寿司が作られるようになった。1970年代までには緑色に染めたかんぴょうも用いられるようになり、地域によって多彩な図柄をいれて巻くようになった。
また、歴史的には海苔で巻くほうが圧倒的に古くから作られており、卵焼きで巻くのは養鶏の普及した大正時代末期から昭和初期頃からだと考えられる。
昭和30年代から昭和50年代にかけて、内房地域から千葉県各地に広まり、日本全国へと広まっていった。しかし、平成の時代になると、自宅で冠婚葬祭が行われることも減り、作り手が高齢化すると共に房総太巻き寿司を教える教室も減って行き、若い世代には房総太巻き寿司を知らない層も増えている。
太巻き祭り寿司の名前は、1950年頃より房総太巻き寿司の調査・研究をしている龍崎英子によって命名された。

## 材料
米
米は良質のものを太巻き寿司用にとっておく。
寿司酢（合わせ酢）は各家庭によって独自の工夫がほどこされているが、やや甘味が強いものが好まれている。これには飯の艶を良くするためと、時間が経ってから食されるものであるため、飯が固くなるのを抑えるために、砂糖を多めに配合するという理由がある。
海苔
海苔もまた上質のものを用意するが、図柄を作るために中に巻き込む細巻きに使うものは、中程度の海苔でも良い。
かんぴょう
食用色素で染め煮したかんぴょうが用いられていた時期もあったが、ツルムラサキの実（紫色）やクチナシの実（黄色）といった天然の色素を利用した染め煮するようになってきている。
桜でんぶ
花びらなどを表現するのに使用する。
ニンジン
発色をよくするため醤油は使用せずに塩水で煮る。
ホウレンソウ
昔は使用されておらず、かんぴょうを緑色に染めたものを使っていた。草花の葉を表現するには欠かせない食材。
ホウレンソウが通年のものでなかった頃は、サヤインゲン、キュウリ、シマ瓜などで代替することもあった。
山ゴボウの味噌煮
木の枝などを表現するのに使用する。

## 文様
切り口の模様によって、それぞれ名前が付けられており、40種類以上は確認ができる。 巻き方は、各家の秘伝であることも多かった。
ただし、単に「花」ということもあれば、これを「チューリップ」と呼ぶこともあり、「花」とは別に「チューリップ」がある地域もある。
以下に文様の例を挙げる。
- 松
- 梅
- サクランボ
- 文銭巻
- 胡瓜巻

- 蝶々
- 無花果
- 菊水
- 巴巻
- 朝顔

- たんぽぽ
- バラ
- 藤の花
- 竹

### 文様の歴史
大正時代から昭和の初めにかけて千葉県での海苔の生産量が増えたことで、細巻きを組合せて柄を作った「三色巻」、「二つ巴（ふたつどもえ）」などが一般家庭でも作られるようになった。
その後、食紅などで染めたかんぴょうが使われるようになり、「チューリップ」、「サザエ」、「二つの花」などが作られるようになる。
それまでの文様の作り方は、各家庭で伝えられていたため、その技法は明らかにはされていなかったが、昭和40年頃に君津市で生まれた水野衣音（みずの いね）が、新しい創作柄ならば皆で作れると花や動物、昔話、ひな祭りやこどもの日の節句に合わせた幅広い文様の技法を考案し、千葉県内各地で教えた。水野は房総太巻き寿司を広めた先駆者と言える。この当時の結婚式や七五三、葬式に作られた太巻き寿司は袖ケ浦市郷土博物館にレプリカが展示されている。

## 大東まつり寿司
沖縄県の大東諸島にも、卵焼きで巻くなど千葉県のものと酷似した太巻き寿司が存在する。大東島は主として八丈島と沖縄からの移民によって開拓された島であるが（少数だが鹿児島県、静岡県、山口県、長野県、千葉県など日本本土からの移住者もいた。沖縄返還の1972年にも千葉県出身の島民が存在している）、関連性や伝搬の経緯などは不明である。

## ギャラリー
- 三色巻き
- 三つ巴
- チューリップ
- さくらんぼ